# Daniela Palazzoli
Daniela Palazzoli (Milano, ...) è una storica dell'arte italiana.

## Biografia
Studiosa e teorica dell'arte contemporanea, si è laureata all'Università degli Studi di Milano e poco dopo ha ricoperto il ruolo di insegnante alla Facoltà di Architettura (Politecnico Milanese).  
Dopo aver ottenuto la docenza presso l'Accademia di Belle Arti di Brera (1974) ne è stata anche eletta Direttrice nella seconda metà degli anni ottanta per un mandato quinquennale; le succederà Fernando De Filippi dopo discusse votazioni interne al corpo accademico braidense.
Storica dell'arte, autrice di testi ed appassionata collezionista di opere fotografiche d'epoca, diviene una profonda studiosa e teorica di questo comparto delle arti visuali, riuscendo a farla apprezzare come forma d'Arte al grande pubblico attraverso la curatela di eventi e di importanti mostre di rilievo internazionale realizzate per conto di gallerie private e di istituzioni pubbliche.
Ha ricoperto incarichi gestionali alla Triennale di Milano ed ha collaborato, ricoprendo vari ruoli in ambiti editoriali e museali, alla crescita di quella cultura – conservativa ed al contempo propositiva – maturata anche in virtù del suo crescente interesse per il collezionismo d'arte internazionale.
Sue teorie recenti riguardano, in particolare, il concetto di libro d'artista, parte integrante dell'Arte postale inteso come "oggetto" ed insieme in guisa di "luogo di cultura" per l'artista e per il fruitore, ma interessante è il parallelismo tra libro post-tipografico ed i testi e supertesti che il Web ci mette a disposizione, recuperando un'esperienza sensoriale e non soltanto audio-visiva.
Ha raccolto, in un "fondo" che porta il suo nome, oltre 1.500 volumi riguardanti l'evoluzione della fotografia dagli esordi sino agli anni settanta, e che ora, gestito dall''Universita Iuav di Venezia, è a disposizione di ricercatori e studiosi che possono ritrovare movimenti, gruppi ed autori che hanno attraversato gli oltre 150 anni della storia di questa forma che sin dagli esordi ha spiazzato il mondo della pittura e che invece, dagli anni novanta del novecento, compare sempre più ibridata con la stessa.
| Controllo di autorità | VIAF (EN) 6091216 · ISNI (EN) 0000 0000 6629 3812 · SBN CFIV016824 · BAV 495/178444 · CERL cnp00867124 · LCCN (EN) n79147932 · GND (DE) 132324482 · BNF (FR) cb12018920p (data) |